# Томи Хухтала
Томи Хухтала (фин. Tommi Huhtala; 7. децембар 1987, Тампере, Финска) професионални је фински хокејаш на леду који игра на позицији левог крила (нападач).
Тренутно игра за финску екипу ХК Јокерит (од сезоне 2014/15) из Хелсинкија у Континенталној хокејашкој лиги (КХЛ). 
Са сениорском репрезентацијом Финске освојио је сребрну медаљу на Светском првенству 2014. у Минску.

## Каријера
Прве хокејашке кораке Томи Хухтала је направио у Илвесу из Тампереа за који је почео да игра са 14 година (у сезони 2002/03, за екипу до 16 година старости). У истом клубу је највећи део своје каријере провео и његов отац Јармо, који је у сезони 1984/85. освојио титулу првака националне СМ-лиге. У првој постави екипе из Тамепереа дебитовао је у сезони 2005/06. (и у истом тиму провео наредне две сезоне). И наредних 7 сезоне играо је у финском првенству, прво за екипу Есета из Порија (од сезоне 2007/08. па до краја сезоне 2010/11), а потом и за Еспоски Блуз у чијем дресу је остваривао и најбоље личне рекорде. Током сезоне 2013/14. остварио је учинак од укупно 47 поена у 67 одиграних утакмица (25 голова и 22 асистенције).
У априлу 2014. потписује двогодишњи уговор са екипом Јокерита из Хелсинкија, првим финским тимом који се такмичи у КХЛ лиги.

### Репрезентативна каријера
Хухтала је био део сениорске репрезентације Финске која је на Светском првенству 2014. у Минску (Белорусија) освојила сребрну медаљу. Хухтала је на том турниру одиграо свих 10 утакмица, уз статистички учинак од једне асистенције. 